# Cylisticus anophthalmus
Cylisticus anophthalmus là một loài chân đều trong họ Cylisticidae. Loài này được miêu tả khoa học năm 1897 bởi Silvestri.